# 夏を生きる
「夏を生きる」（なつをいきる）は、日本のポップ・ロック・バンドである緑黄色社会の楽曲。2020年7月31日にSony Music Labelsの社内レーベルEpic Records Japanより配信限定シングルとして発売された。作詞作曲は長屋晴子によるもので、編曲は緑黄色社会とNaoki Itaiの共作。楽曲は、tvk『RIDE OF KANAGAWA 2020 高校野球』（神奈川県高等学校野球連盟主催・令和2年度神奈川県高等学校野球大会）テーマソングとして使用された。Billboard Japan Download Songsでは最高位70位を記録。

## 背景・リリース
「夏を生きる」は、新型コロナウイルスの影響による緊急事態宣言の発令中に制作された楽曲で、2020年7月24日に開催された無観客配信ライブ『SINGALONG tour 2020 -夏を生きる-』で初披露となった。同ライブのステージ上で本作の配信限定での発売と、4月に発売予定だったフルアルバム『SINGALONG』のCDが9月30日に当初発表されていた2形態に「初回生産限定夏を生きた盤」を加えた計3形態の発売に変更され、同盤に本作が収録されることが発表された。
配信ジャケットは、加藤隆が手がけたイラストが使用された。長屋は、中学生時代にPeople In The Boxの「旧市街」のミュージック・ビデオを見て衝撃を受け、それ以来いつか加藤とともに作品を作りたいという夢があったと述べている。

## 制作
「夏を生きる」の曲の構想は、2019年の夏あたりから存在していて、2020年に入り新型コロナウイルスの影響が拡大した頃に書き進められて完成となった。曲の原型を作り始めた段階から「夏の曲」を書くことが決まっていて、長屋の中にあった「夏といえば野球」というイメージから野球をテーマとした楽曲になった。長屋は、夏が少し苦手な季節であるとしたうえで、「夏にキラキラしている人たち」の裏側まで想像してすごくカッコいいと思えたとし、夏はすごく早く終わってしまう季節だけど、そのスピードに負けないぐらい濃密な夏を私たちも過ごせたらいいなと思って書いたと語っている。
アレンジの話などはリモートで行われ、自粛が明けてから約3か月ぶりにメンバーで集まってレコーディングが行われた。レコーディングは、若さや未完成さを閉じ込めようというアレンジャーのNaoki Itaiの意向から、「あえてテイクを重ねない録り方」が採用された。長屋は私たちの最近の曲は「sabotage」にしろ「Shout Baby」にしろエネルギーが強めの曲が多かったので、だからこそ「夏を生きる」ではちょっとだけ肩の力が抜けたところを狙いたかったんですとし、穴見は曲を作ってからリリースが決まるまでの時間の短さを引き合いにこの曲にはそのスピード感を考えても生感というか、リアルさがあると思いますと語っている。

## 評価
『Billboard JAPAN』のTakuto Uedaは、アルバム『SINGALONG』に関するコラムの中で、本作についてヴァイオリンをフィーチャーし、壮大なサウンドスケープを描くアレンジは、『SINGALONG』以降の新機軸を感じさせる仕上がりで、バンドの確かな成長を浮き彫りにするものになっていると評した。

## ミュージック・ビデオ
2020年8月7日に「夏を生きる」のミュージック・ビデオが公開された。ミュージック・ビデオは全編アニメーションで、画家を目指す女性とダンサーを目指す女性の交流を描いている。ディレクションは、本作のアートワークも手がけた加藤隆が担当しており、加藤は歌詞の最後にある『君の続きが見たい 逞しくあれ』という言葉が、気持ち良く響いてくるようなアニメーションMVを作りたいと思いましたと語っている。長屋は、10年来の夢が叶ったとしたうえで、本作のミュージック・ビデオを私の宝物とコメントしている。

## クレジット
※出典
緑黄色社会
- 長屋晴子 – Vocal & Guitar
- 小林壱誓 – Guitars & Chorus
- peppe – Keyboards & Chorus
- 穴見真吾 – Bass & Chorus

追加ミュージシャン
- Naoki Itai – Programming
- 森瑞希 – Drums
- 瀬恒啓 – Violin

レコーディング・スタッフ
- 村上宣之 – Recording & Mixing
- 川島尚己 – Assistant Engineer
- 日浦佑弥 – Assistant Engineer
- 吉井雅之 – Assistant Engineer
- 中村美幸 – Assistant Engineer
- 滝口 "Tucky" 博達 – Mastering

## チャート成績
| チャート (2020年)                      | 最高位 |
| -------------------------------------- | ------ |
| Japan Download Songs (Billboard JAPAN) | 70     |